# Bow Bowing, New South Wales
Bow Bowing este o suburbie în Sydney, Australia.